# Karl-Heinz Klein (Boxer)
Karl-Heinz „Charly“ Klein (* 11. Dezember 1947 in Wittmund) ist ein ehemaliger deutscher Boxer im Halbschwergewicht.

## Leben
Klein, dessen älterer Bruder Klaus deutscher Meister im Weltergewicht war, begann seine Laufbahn als Berufsboxer im März 1966, als Amateur hatte er keine Kämpfe bestritten, da er frühzeitig mit Profis trainiert hatte und deshalb keine Startberechtigung erhielt. 1973 wechselte er von Köln nach Hamburg, wo er auf Geheiß seines Managers Wilfrid Schulz neben dem Boxsport eine Ausbildung bei einer Brauerei durchlief, bei der er später eine Arbeitsstelle innehatte.
Ende Oktober 1973 wurde Klein, der in seinen Kämpfen oft eine Anlaufphase benötigte und als Spätstarter bekannt war, deutscher Meister der Berufsboxer im Halbschwergewicht: Vor 4000 Zuschauern bezwang er in Köln Conny Velensek knapp nach Punkten. Nach Einschätzung des Hamburger Abendblatts war das Duell „eine der erregendsten Nachkriegsringschlachten in einer deutschen Halle“. Klein setzte sich insbesondere dank seiner unerschütterlichen Kampfmoral durch. Er arbeitete sich in der Weltrangliste auf den fünften Platz vor und erhielt Anfang Dezember 1974 die Gelegenheit, in Campione d’Italia gegen den Italiener Dominico Adinolfi um die Europameisterschaft zu kämpfen. In der ersten Runde streckte Adinolfi den von Trainer Karl Hesse betreuten Deutschen mit einer Rechten nieder, der Ringrichter beendete daraufhin den Kampf. Vier Monate später verlor Klein in Hamburg gegen Außenseiter Leo Kakolewicz durch K. o. nach elf Sekunden in der ersten Runde und war seinen deutschen Meistertitel los. Paul Schmidt, Arzt des Bundes Deutscher Berufsboxer, riet Klein daraufhin, seine Boxlaufbahn zu beenden.
Klein legte eine zehnmonatige Kampfpause ein, im Februar 1976 kehrte er in Hamburg in den Ring zurück und besiegte den Niederländer Sjeng Verstappen. Im Februar 1978 wurde Klein durch einen Sieg über Karsten Honhold in Kiel wieder deutscher Meister im Halbschwergewicht. Aus beruflichen Gründen legte Klein den Titel anschließend kampflos nieder und trat vom Profiboxen zurück.
Im Laufe seiner Karriere weilte Klein mehrmals in den Vereinigten Staaten und trainierte dort unter den Startrainern Jimmy De Piano und Angelo Dundee.
1979 zog der zweifache Vater, der ab 1981 die Boxer des Hamburger Vereins BSV 19 als Trainer betreute, nach Lägerdorf und 1995 nach Münsterdorf um. Im November 2010 ging er in den Ruhestand.